# Petr Ton
Petr Ton (* 8. října 1973) je český bývalý profesionální hokejista, trojnásobný nejlepší střelec Extraligy ledního hokeje, naposledy hráč Rytíři Kladno. Nastupoval na pozici křídelního útočníka. Nyní působí jako sportovní ředitel HC Sparta Praha.

## Osobní život
Má dvě děti, dcera Natálie Tonová narozená v roce 1997 hraje tenis a florbal, syn Petr Ton mladší narozen v roce 2002 hraje lední hokej v dresu týmu HC Sparta Praha.

## Hráčská kariéra
Svoji extraligovou kariéru zahájil v roce 1992 v týmu Poldi Kladno. V roce 1997 přestoupil do finské ligy, kde hrál postupně za Jokerit Helsinky, JYP Jyväskylä a Oulun Kärpät.

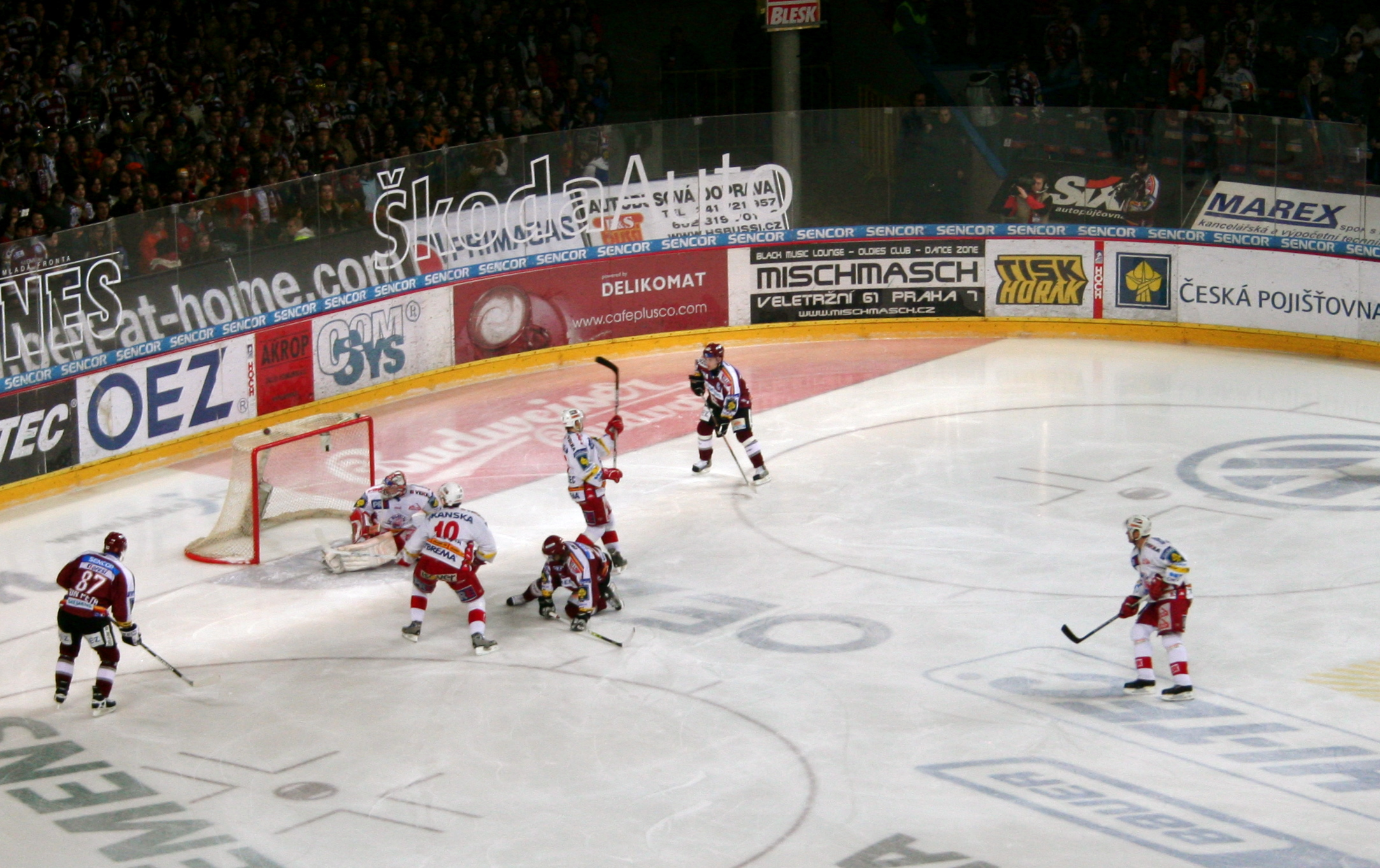
Petr Ton dává gól

V roce 2003 se vrátil do české extraligy do pražské Sparty, kde od té doby patřil k hlavním oporám, mimo jiné se výrazně podílel na zisku mistrovského titulu v roce 2006. 20. září 2013 v zápase HC Sparta Praha – HC Škoda Plzeň vstřelil svůj 255. gól v dresu Sparty a stal se tak rekordmanem klubu. 24. ledna 2014 si v domácím zápase proti Chomutovu připsal 700. bod v české nejvyšší soutěži, když nahrával na gól Tomáše Rachůnka. V roce 2014 mu vypršela ve Spartě smlouva, novou podepsal s Kometou Brno. Zde hrál až do začátku března 2016, kdy po dohodě s vedením klubu předčasně ukončil své angažmá.. Před sezónou 2016/17 se vrátil do Kladna.

## Ocenění a úspěchy
- 2003 SM-liiga nejvíce vítězných vstřelených branek
- 2003 SM-liiga nejvíce vstřelených branek v oslabení
- 2006 ČHL Nejlepší střelec
- 2008 ČHL Nejproduktivnější hráč
- 2008 ČHL Nejslušnější hráč
- 2010 ČHL Nejlepší střelec
- 2013 ČHL Nejslušnější hráč
- 2014 ČHL Nejlepší střelec
- 2014 ČHL Nejproduktivnější hráč
- 2014 ČHL Hokejista sezony
- 2025 Klub legend české extraligy [5]

## Klubová statistika
| Sezóna        | Klub              | Soutěž        |     | Základní část | Základní část | Základní část | Základní část | Základní část |    | Play off | Play off | Play off | Play off | Play off |
| Sezóna        | Klub              | Soutěž        | Z   | G             | A             | B             | TM            | Z             | G  | A        | B        | TM       |          |          |
| 1991-92       | Poldi SONP Kladno | ČSHL-18       | 38  | 16            | 24            | 40            |               |               |    |          |          |          |          |          |
| 1992-93       | Poldi SONP Kladno | ČSHL          | 32  | 8             | 4             | 12            |               |               |    |          |          |          |          |          |
| 1993-94       | Poldi SONP Kladno | ČHL           | 20  | 2             | 3             | 5             | 10            | 10            | 2  | 5        | 7        | 0        |          |          |
| 1994-95       | Poldi SONP Kladno | ČHL           | 44  | 12            | 14            | 26            | 35            | 10            | 4  | 2        | 6        | 2        |          |          |
| 1995-96       | HC Poldi Kladno   | ČHL           | 38  | 11            | 16            | 27            | 10            | 8             | 1  | 2        | 3        | 0        |          |          |
| 1996-97       | HC Poldi Kladno   | ČHL           | 52  | 18            | 15            | 33            | 35            | 3             | 0  | 0        | 0        |          |          |          |
| 1997-98       | HC Velvana Kladno | ČHL           | 26  | 12            | 8             | 20            | 6             |               |    |          |          |          |          |          |
| 1997-98       | Jokerit           | SM-l          | 14  | 3             | 3             | 6             | 2             | 8             | 2  | 1        | 3        | 2        |          |          |
| 1998-99       | Espoo Blues       | SM-l          | 49  | 13            | 14            | 27            | 14            | 4             | 0  | 0        | 0        | 0        |          |          |
| 1999-00       | JYP Jyväskylä     | SM-l          | 54  | 24            | 30            | 54            | 12            |               |    |          |          |          |          |          |
| 2000-01       | JYP Jyväskylä     | SM-l          | 56  | 21            | 31            | 52            | 22            |               |    |          |          |          |          |          |
| 2001-02       | JYP Jyväskylä     | SM-l          | 52  | 21            | 23            | 44            | 41            |               |    |          |          |          |          |          |
| 2002-03       | Oulun Kärpät      | SM-l          | 48  | 24            | 14            | 38            | 10            | 15            | 3  | 7        | 10       | 4        |          |          |
| 2003-04       | HC Sparta Praha   | ČHL           | 27  | 8             | 10            | 18            | 6             | 13            | 4  | 5        | 9        | 6        |          |          |
| 2004-05       | HC Sparta Praha   | ČHL           | 49  | 17            | 20            | 37            | 18            | 5             | 1  | 1        | 2        | 4        |          |          |
| 2005-06       | HC Sparta Praha   | ČHL           | 48  | 22            | 32            | 54            | 66            | 17            | 5  | 4        | 9        | 8        |          |          |
| 2006-07       | HC Sparta Praha   | ČHL           | 51  | 25            | 24            | 49            | 45            | 16            | 11 | 5        | 16       | 2        |          |          |
| 2007-08       | HC Sparta Praha   | ČHL           | 50  | 27            | 16            | 43            | 8             | 4             | 1  | 0        | 1        | 0        |          |          |
| 2008-09       | HC Sparta Praha   | ČHL           | 45  | 19            | 16            | 35            | 10            | 11            | 4  | 9        | 13       | 2        |          |          |
| 2009-10       | HC Sparta Praha   | ČHL           | 48  | 34            | 21            | 55            | 39            | 7             | 2  | 1        | 3        | 2        |          |          |
| 2010-11       | HC Sparta Praha   | ČHL           | 50  | 13            | 22            | 35            | 16            | 11            | 3  | 10       | 13       | 4        |          |          |
| 2011-12       | HC Sparta Praha   | ČHL           | 52  | 25            | 33            | 58            | 22            | 5             | 2  | 3        | 5        | 0        |          |          |
| 2012-13       | HC Sparta Praha   | ČHL           | 48  | 25            | 24            | 49            | 10            | 7             | 3  | 4        | 7        | 2        |          |          |
| 2013-14       | HC Sparta Praha   | ČHL           | 50  | 35            | 32            | 67            | 22            | 12            | 5  | 7        | 12       | 6        |          |          |
| 2014-15       | HC Kometa Brno    | ČHL           | 51  | 22            | 20            | 42            | 16            | 12            | 1  | 3        | 4        | 4        |          |          |
| Celkem v ČHL  | Celkem v ČHL      | Celkem v ČHL  | 767 | 336           | 321           | 657           | 343           | 151           | 49 | 61       | 110      | 50       |          |          |
| Celkem v SM-l | Celkem v SM-l     | Celkem v SM-l | 273 | 106           | 115           | 221           | 101           | 27            | 5  | 8        | 13       | 6        |          |          |

## Reprezentace
| Rok          | Tým                  | Soutěž       | Z | G | A | B | TM |
| ------------ | -------------------- | ------------ | - | - | - | - | -- |
| 1993         | Česko a Slovensko 20 | MSJ          | 7 | 1 | 5 | 6 | 4  |
| 2005/2006    | Česko                | EHT          | 3 | 1 | 0 | 1 | 2  |
| 2007/2008    | Česko                | EHT          | 3 | 0 | 0 | 0 | 2  |
| Celkem v EHT | Celkem v EHT         | Celkem v EHT | 6 | 1 | 0 | 1 | 4  |